# Hugo Cid
Hugo Cid (3 de julio de 1991; Acultzingo, Veracruz) es un futbolista mexicano que juega en la demarcación de defensa central. El 8 de septiembre de 2020 se concretó su incorporación al equipo Club Veracruzano de Fútbol Tiburón el cual es franquicia fundadora de la Liga de Balompié Mexicano.

## Trayectoria
Se formó en las categorías inferiores de los Tiburones Rojos y luego pasó a los Albinegros de Orizaba, club que militaba en la liga de ascenso; debutando a la edad de 18 años en 2009 estuvo en 49 encuentros y anotó en cinco ocasiones.
Para las transferencias de 2011 fue traspasado a La Piedad apareció 36 veces y anotó un gol, con el club logró el ascenso y participó en todos los minutos de la final de ascenso frente a los desaparecidos Toros Neza.
Para el 2013 siguió con el plantel de primera división en la metamorfosis con mudanza a Veracruz. Al final del 2019 el equipo fue desafilado y Cid quedó libre pero no consiguió fichar con un ningún otro club, hasta que en septiembre de 2020 fue fichado por el recién fundado Club Veracruzano de Fútbol donde actualmente juega en la Liga de Balompié Mexicano, la cual es ajena a la Liga MX y a la Federación Mexicana de Fútbol.

## Clubes
| Club                               | País   | Año        | Partidos | Goles |
| ---------------------------------- | ------ | ---------- | -------- | ----- |
| Albinegros de Orizaba              | México | 2009-2011  | 49       | 5     |
| Reboceros de La Piedad             | México | 2011-2013  | 52       | 1     |
| Tiburones Rojos de Veracruz        | México | 2013- 2018 | 73       | 5     |
| Club Veracruzano de Fútbol Tiburón | México | 2020-act   | 0        | 0     |

## Palmarés

### Campeonatos nacionales
| Título                    | Club            | País   | Año           |
| ------------------------- | --------------- | ------ | ------------- |
| Ascenso MX                | La Piedad       | México | Apertura 2012 |
| Final de Ascenso          | La Piedad       | México | 2013          |
| Copa México Clausura 2016 | Tiburones Rojos | México | 2016          |